# Палац Розендаль
Палац Розендаль (швед. Rosendals slott, палац Долини троянд) — королівська резиденція, розташована на острові Юргорден, що в центральній частині Стокгольма. Була зведена між 1823 і 1827 роками для короля Карла XIV Юхана, першого зі шведської королівської династії Бернадот. Спроектований для відпочинку короля від придворного життя.

## Історичний огляд

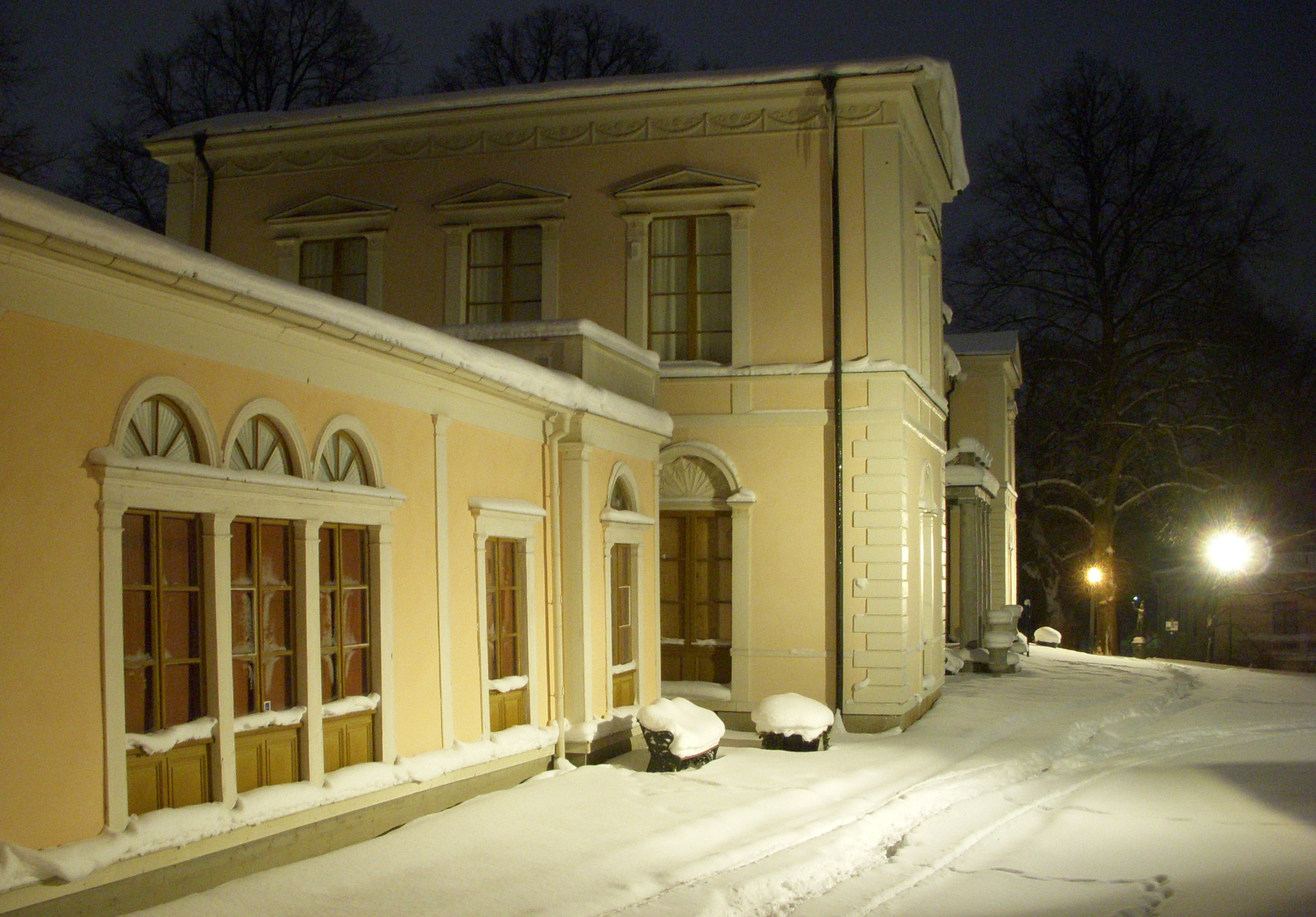
Палац Розендаль

Палац Розендаль був споруджений за проектом Фредріка Блома, одного з провідних архітекторів того часу, і Фредріка Августа Ліндстремера, архітектора Стокгольма. Їм замовили палац на місці згорілого 1819 року. Ліндстремер зробив початкові креслення. До проекту вніс корективи Блом, помічник Йонаса Ліндстремера, батька Фредріка Августа Ліндстремера. Водночас Павільйон королеви у Палаці Розендаль (швед. Drottningpaviljongen) і Котедж гвардії (швед. Vaktstugan) були збудовані виключно за проектами Фредеріка Августа Ліндстремера.
Будівництво палацу 1820 року дало поштовх до розвитку Юргордена, як елітного житлового району. Коли король Оскар II помер 1907 року, його спадкоємці вирішили перетворити Палац Розендаль на музей, присвячений періоду правління короля Карла XIV Юхана. 
Палац — унікальний зразок європейського ампіру, відомого у Швеції як стиль Карла Юхана. Цей стиль залишався популярним у Скандинавії навіть після того, як він занепав в інших країнах Європи.

## Сучасність
Палац переважно зберігся у тому вигляді, в якому був збудований за життя Карла XIV Юхана. Протягом літніх місяців палац відкритий для відвідувачів.